# Tsagantegia
Tsagantegia longicranialis is een plantenetende ornithischische dinosauriër, behorend tot de Ankylosauria, die tijdens het late Krijt leefde in het gebied van het huidige Mongolië.

## Vondst en naamgeving
In 1983 werd bij de Tsaagan-Teg, in de zuidoostelijke Gobiwoestijn nabij Dornogov, de schedel gevonden van een ankylosauriër.
In 1993 benoemde en beschreef Tatjana Toemanova de typesoort Tsagantegia longicranialis. De geslachtsnaam verwijst naar het vondstgebied. De soortaanduiding is afgeleid van het Latijnse longus, "lang", en cranium, "schedel" en verwijst naar de langgerekte schedelvorm.
Het holotype, GIN AN MNP No. 700/17 is gevonden in een laag van de Bayan Shireh-formatie die dateert uit het Cenomanien-Turonien. Het bestaat uit een schedel, zonder onderkaken.

## Beschrijving
Tsagantegia is een vrij kleine ankylosauriër. In 2010 schatte Gregory S. Paul de lichaamslengte op drieënhalve meter, het gewicht op een halve ton.
Toemanova verschafte een diagnose maar die bevatte veel kenmerken die bij alle ankylosauriden voorkomen. In 2014 kwam Victoria Megan Arbour met een verbeterde diagnose. Uniek voor de Ankylosauridae hebben de kopplaatjes, de caputegulae, overwegend de vorm van een ruit of een trapezium in plaats van zeshoekig te zijn. Deze caputegulae zijn duidelijk gescheiden en vormen geen diffuse massa zoals bij Gobisaurus en Shamosaurus. Ze zijn echter wel vlak en niet gebold zoals bij Saichania en Tarchia. De schedel is opvallend langwerpig, langer dan breed. Van onderen bezien is de bek breed en U-vormig in plaats van nauw en driehoekig zoals bij Gobisaurus en Shamosaurus.
Tsagantegia heeft een nogal langwerpige kop. In zijaanzicht is die ook tamelijk plat, zonder een hoog achterhoofd; hoewel de praemaxilla een stuk afhangt ten opzichte van de tandrij van het bovenkaaksbeen, steekt de lage scherpe snavelpunt niet ver naar beneden. In bovenaanzicht is de bek echter flink breed, wat grote plat langwerpige neusgaten oplevert. Toemanova kon in het patroon van de osteodermen van de kop weinig structuur ontdekken maar Arbour, die van zulke structuren een speciale studie heeft gemaakt, stelde een duidelijke indeling vast. Op de neuszone bevindt zich in het midden een centrale driehoekige caputegula. Daarachter bevinden zich twee grote trapeziumvormige platen die ieder uitlopen in een rij van zes platen aan de zijkanten van het schedeldak, tot voorbij de oogkassen. Op het midden van de achterste snuit en ook midden tussen de oogkassen bevindt zich een centrale groep van vier ongeveer vierkante plaatjes. De beenderen rond de oogkassen hebben hun eigen osteodermen: een vrij grote langwerpig driehoekige op het prefrontale en kleinere plaatjes op het voorste en achterste supraorbitale die de directe rand van de oogkas vormen. Daarboven bevindt zich nog een mediaal supraorbitale: aan de linkerzijde heeft dat één kleine caputegula en aan de rechterkant drie nog kleinere plaatjes. Rond de oogkas als geheel bevindt zich een opvallende diepe groeve.

## Fylogenie
Toemanova plaatste Tsagantegia binnen de Ankylosauridae in de Ankylosaurinae.